# Ela Sidi
Ela Sidi, właśc. Elżbieta Sidi, z domu Karbasz (ur. 27 sierpnia 1965 w Lubinie) – polska pisarka, tłumaczka i publicystka.

## Życiorys
Absolwentka filologii polskiej Uniwersytetu Gdańskiego.
Od 1991 roku zamieszkała na stałe w Izraelu. Pracowała w Księgarni Polskiej Neusteinów w Tel Awiwie, w polskojęzycznej gazecie „Nowiny Kurier” oraz w izraelskich czasopismach: „Maariw” i „Ha-Arec” (jako graficzka). Autorka książek: Plotki o miłości (wyd. „Świat Książki”), Biała cisza (wyd. „Semper”), Izrael oswojony (wyd. „Muza”) i Czcij ojca swego (wyd. „Smak Słowa”); współtłumaczka antologii prozy, skeczy, piosenek i poezji Hanocha Levina: Kròlestwo wszechwanny(wyd. „Austeria”, i „AdiT”, 2013); tłumaczka sztuki Hanocha Levina Jakiś i Pupcze (Teatr im. Stefana Żeromskiego w Kielcach, 2014 rok); współtłumaczka kabaretu Hanocha Levina Królowa wanny (Teatr BARAKAH, Kraków, 2013 rok); współtłumaczka tekstów Hanocha Levina do inscenizacji Królestwo Wszechwanny (Teatr Żydowski w Warszawie 2014 rok).
Była korespondentka PAP w Izraelu.

## Twórczość

### Książki
- Biała cisza, wyd. Semper, Warszawa 2009.
- Izrael oswojony, wyd. Muza, Warszawa 2013.
- Czcij ojca swego, wyd. Smak Słowa, Sopot 2016.
- Plotki o miłości, wyd. Świat Książki, Ożarów Mazowiecki 2018.

### Teatr
- Jakiś i Pupcze, Teatr im. Stefana Żeromskiego w Kielcach, styczeń 2014
- Królowa wanny, Teatr BARAKAH, listopad 2013
- Królestwo Wszechwanny, Teatr Żydowski w Warszawie, grudzień 2014

## Nagrody
- 1994 – wyróżnienie w konkursie literackim „Miłość bez granic” ogłoszonym przez czasopisma: „Kobieta i życie”, „Pani” i „Nowy Dziennik” z Nowego Jorku.
- 2014 – Nominacja do IV edycji Nagrody im. Beaty Pawlak za książkę Izrael oswojony.
- 2014 – Nominacja do Nagrody PAP za artykuł: „Serdecznie witamy w Auschwitz” w Gazecie Wyborczej[3].
- 2014 – Nagroda „Grand Press” w kategorii: „Publicystyka” za artykuł „Serdecznie witamy w Auschwitz” opublikowany w „Gazecie Wyborczej”[4].
- 2022 – Nagroda „Złota Sowa Polonii” w kategorii: „Literatura”[5].